# Viking metal
Viking metal (på dansk vikingemetal) betragtes typisk som en undergenre af traditionel black metal. Musikken spilles primært af skandinaver, hvor genren også stammer fra. Genren opstod som følge af Bathorys album Blood Fire Death fra 1988, det definitivt første vikingemetal-album.

## Karakteristik
Vikingemetal er karakteriseret ved omfattende brug af hurtige trommer, hårde guitarriffs og "synth"; altså keyboards el.lign., der bruges til at frembringe visse specielle lyde såsom ulvehyl, storm/torden og diverse "vinterlyde", og sangene er generelt væsentlig mere komplekse i sine musiske dispositioner end sortmetallen. Sangteksterne handler ofte om Nordens vikingetid, krig, nordisk mytologi og vikingeånd og vikingedyder (dvs. mjød, mandsmod, agtelse af forfædrene og specielt skildringen af de modige skandinavers kamp mod de invaderende kristne, hvilket også har rødder i sortmetallen). Mange bands skriver desuden sangteksterne på modersmålet, og enkelte sågar på for længst uddøde sprog som oldnordisk.
Vikingemetal er ikke en egentlig genre, men mere en betegnelse som bruges til at beskrive bandets tema og tekster. Bands i genrne kan oftest kategoriseres som folkemetal og sortmetal, men der er også enkelte bands som spiller dødsmetal med et vikinge tema. Herudover findes også bands, der, i stedet for at koncentrere sig om metallens ekstreme genrer, benytter sig af middelalderlige musiktemaer og dermed i høj grad adskiller sig fra genrens øvrige bands.

## Troldemetal
Nogle bands som f.eks. Finntroll har skiftet fokus fra de nordiske guder og helte til andre nordiske sagn og væsner som trolde og kæmper. Ligesom vikingemetal er troldemetal en meget temapræget genre, hvor bandenes musikinspiration hovedsagligt kommer fra black metal eller folkemetal. Ligesom vikingemetal har troldemetal ofte antikristne temaer, hvor trolde og monstre repræsenterer den hedenske mand, fra før Skandinavien konverterede til kristendommen.